# Tour de Hungría 2025
La 46.ª edición del Tour de Hungría fue una carrera de ciclismo en ruta por etapas que se celebró entre el 14 y el 18 de mayo de 2025 en Hungría con inicio en la ciudad de Budapest y final en la ciudad de Esztergom sobre un recorrido de 875 kilómetros.
La carrera formó parte del UCI ProSeries 2025, dentro de la categoría 2.Pro, y fue ganada por el ecuatoriano Harold Martín López del XDS Astana. Completaron el podio, como segundo y tercer clasificado respectivamente, el italiano Alessandro Covi del UAE Emirates XRG y el danés Albert Philipsen del Lidl-Trek.

## Equipos participantes
Tomaron parte en la carrera 21 equipos: 6 de categoría UCI WorldTeam invitado por la organización, 9 de categoría UCI ProTeam, 5 de categoría Continental y un equipo de ciclocrós. Formaron así un pelotón de 126 ciclistas de los que acabaron 105. Los equipos participantes fueron:
| WorldTeams (6)- XDS Astana Team - Bahrain-Victorious - Red Bull-BORA-hansgrohe - Team Jayco AlUla - Lidl-Trek - UAE Team Emirates XRG ProTeams (9)- Euskaltel-Euskadi - Team Flanders-Baloise - Caja Rural-Seguros RGA - Team Novo Nordisk - Team Polti VisitMalta - Unibet Tietema Rockets - VF Group-Bardiani CSF-Faizanè - Equipo Kern Pharma - Q36.5 Pro Cycling Team Equipos continentales (5)- Karcag Cycling ÉPKAR Team 2025 - Epronex-Hungary Cycling Team - Team United Shipping - MBH Bank Ballan CSB - Pierre Baguette Cycling Unknown team category- Pauwels Sauzen-Cibel Clementines |
| |

## Recorrido
El Tour de Hungría dispuso de cinco etapas para un recorrido total de 875 kilómetros, donde emerge como un reto de gran dificultad por su variado trazado.
| Etapa     | Fecha     | Recorrido             | type                   | Distancia (km) | Desnivel (m) | Ganador               | Líder               |
| --------- | --------- | --------------------- | ---------------------- | -------------- | ------------ | --------------------- | ------------------- |
| 1.ª etapa | 14 de may | Budapest – Győr       | etapa llana            | 210            | 1042 m       | Danny van Poppel      | Danny van Poppel    |
| 2.ª etapa | 15 de may | Veszprém – Siófok     | etapa escarpada        | 178            | 1244 m       | Danny van Poppel      | Danny van Poppel    |
| 3.ª etapa | 16 de may | Gödöllő – Kékestető   | etapa de montaña       | 163            | 1974 m       | Harold Martín López   | Harold Martín López |
| 4.ª etapa | 17 de may | Tata – Székesfehérvár | etapa llana            | 154            | 1035 m       | Dylan Groenewegen     | Harold Martín López |
| 5.ª etapa | 18 de may | Etyek – Esztergom     | etapa de media montaña | 170            | 1960 m       | Juan Sebastián Molano | Harold Martín López |

## Desarrollo de la carrera

### 1.ª etapa
| Budapest - Győr | etapa llana | (210 km) |

| \| Clasificación de la etapa \| Clasificación de la etapa \| Clasificación de la etapa \| Clasificación de la etapa \| Clasificación de la etapa \| \| Ciclista \| Ciclista \| Equipo \| Tiempo \| \| \| ------------------------- \| ------------------------- \| ----------------------------- \| ------------------------- \| ------------------------- \| \| 1.º \| Danny van Poppel \| Red Bull-Bora-Hansgrohe \| 4 h 54 min 18 s \| \| \| 2.º \| Tim Torn Teutenberg \| Lidl-Trek \| + 0 s \| \| \| 3.º \| Dylan Groenewegen \| Team Jayco AlUla \| + 0 s \| \| \| 4.º \| Marc Brustenga \| Equipo Kern Pharma \| + 0 s \| \| \| 5.º \| Matteo Malucelli \| XDS Astana Team \| + 0 s \| \| \| 6.º \| Mihajlo Stolic \| Team United Shipping \| + 0 s \| \| \| 7.º \| Giacomo Nizzolo \| Q36.5 Pro Cycling Team \| + 0 s \| \| \| 8.º \| Phil Bauhaus \| Bahrain Victorious \| + 0 s \| \| \| 9.º \| Samuel Welsford \| Red Bull-Bora-Hansgrohe \| + 0 s \| \| \| 10.º \| Luca Colnaghi \| VF Group-Bardiani CSF-Faizanè \| + 0 s \| \| |                     |                               |                 |
| |                     |                               |                 |
| |                     |                               |                 |
| Clasificación de la etapa |                     |                               |                 |
| Ciclista | Ciclista            | Equipo                        | Tiempo          |
| 1.º | Danny van Poppel    | Red Bull-Bora-Hansgrohe       | 4 h 54 min 18 s |
| 2.º | Tim Torn Teutenberg | Lidl-Trek                     | + 0 s           |
| 3.º | Dylan Groenewegen   | Team Jayco AlUla              | + 0 s           |
| 4.º | Marc Brustenga      | Equipo Kern Pharma            | + 0 s           |
| 5.º | Matteo Malucelli    | XDS Astana Team               | + 0 s           |
| 6.º | Mihajlo Stolic      | Team United Shipping          | + 0 s           |
| 7.º | Giacomo Nizzolo     | Q36.5 Pro Cycling Team        | + 0 s           |
| 8.º | Phil Bauhaus        | Bahrain Victorious            | + 0 s           |
| 9.º | Samuel Welsford     | Red Bull-Bora-Hansgrohe       | + 0 s           |
| 10.º | Luca Colnaghi       | VF Group-Bardiani CSF-Faizanè | + 0 s           |

| \| Clasificación general \| Clasificación general \| Clasificación general \| Clasificación general \| Clasificación general \| \| Ciclista \| Ciclista \| Equipo \| Tiempo \| \| \| --------------------- \| ---------------------- \| -------------------------------- \| --------------------- \| --------------------- \| \| 1.º \| Danny van Poppel \| Red Bull-Bora-Hansgrohe \| 4 h 54 min 08 s \| \| \| 2.º \| Tim Torn Teutenberg \| Lidl-Trek \| + 4 s \| \| \| 3.º \| János Pelikán \| Team United Shipping \| + 4 s \| \| \| 4.º \| Dylan Groenewegen \| Team Jayco AlUla \| + 6 s \| \| \| 5.º \| Michaël Vanthourenhout \| Pauwels Sauzen-Cibel Clementines \| + 6 s \| \| \| 6.º \| Matteo Ambrosini \| MBH Bank Ballan CSB \| + 9 s \| \| \| 7.º \| Siebe Deweirdt \| Team Flanders-Baloise \| + 9 s \| \| \| 8.º \| Marc Brustenga \| Equipo Kern Pharma \| + 10 s \| \| \| 9.º \| Matteo Malucelli \| XDS Astana Team \| + 10 s \| \| \| 10.º \| Mihajlo Stolic \| Team United Shipping \| + 10 s \| \| |                        |                                  |                 |
| |                        |                                  |                 |
| |                        |                                  |                 |
| Clasificación general |                        |                                  |                 |
| Ciclista | Ciclista               | Equipo                           | Tiempo          |
| 1.º | Danny van Poppel       | Red Bull-Bora-Hansgrohe          | 4 h 54 min 08 s |
| 2.º | Tim Torn Teutenberg    | Lidl-Trek                        | + 4 s           |
| 3.º | János Pelikán          | Team United Shipping             | + 4 s           |
| 4.º | Dylan Groenewegen      | Team Jayco AlUla                 | + 6 s           |
| 5.º | Michaël Vanthourenhout | Pauwels Sauzen-Cibel Clementines | + 6 s           |
| 6.º | Matteo Ambrosini       | MBH Bank Ballan CSB              | + 9 s           |
| 7.º | Siebe Deweirdt         | Team Flanders-Baloise            | + 9 s           |
| 8.º | Marc Brustenga         | Equipo Kern Pharma               | + 10 s          |
| 9.º | Matteo Malucelli       | XDS Astana Team                  | + 10 s          |
| 10.º | Mihajlo Stolic         | Team United Shipping             | + 10 s          |

### 2.ª etapa
| Veszprém - Siófok | etapa escarpada | (178 km) |

| \| Clasificación de la etapa \| Clasificación de la etapa \| Clasificación de la etapa \| Clasificación de la etapa \| Clasificación de la etapa \| \| Ciclista \| Ciclista \| Equipo \| Tiempo \| \| \| ------------------------- \| ------------------------- \| ------------------------- \| ------------------------- \| ------------------------- \| \| 1.º \| Danny van Poppel \| Red Bull-Bora-Hansgrohe \| 3 h 59 min 46 s \| \| \| 2.º \| Dylan Groenewegen \| Team Jayco AlUla \| + 0 s \| \| \| 3.º \| Tim Torn Teutenberg \| Lidl-Trek \| + 0 s \| \| \| 4.º \| Matyáš Kopecký \| Team Novo Nordisk \| + 0 s \| \| \| 5.º \| Juan Sebastián Molano \| UAE Team Emirates XRG \| + 0 s \| \| \| 6.º \| Manuel Peñalver \| Team Polti VisitMalta \| + 0 s \| \| \| 7.º \| Marc Brustenga \| Equipo Kern Pharma \| + 0 s \| \| \| 8.º \| Jules Hesters \| Team Flanders-Baloise \| + 0 s \| \| \| 9.º \| Mihajlo Stolic \| Team United Shipping \| + 0 s \| \| \| 10.º \| Matteo Malucelli \| XDS Astana Team \| + 0 s \| \| |                       |                         |                 |
| |                       |                         |                 |
| |                       |                         |                 |
| Clasificación de la etapa |                       |                         |                 |
| Ciclista | Ciclista              | Equipo                  | Tiempo          |
| 1.º | Danny van Poppel      | Red Bull-Bora-Hansgrohe | 3 h 59 min 46 s |
| 2.º | Dylan Groenewegen     | Team Jayco AlUla        | + 0 s           |
| 3.º | Tim Torn Teutenberg   | Lidl-Trek               | + 0 s           |
| 4.º | Matyáš Kopecký        | Team Novo Nordisk       | + 0 s           |
| 5.º | Juan Sebastián Molano | UAE Team Emirates XRG   | + 0 s           |
| 6.º | Manuel Peñalver       | Team Polti VisitMalta   | + 0 s           |
| 7.º | Marc Brustenga        | Equipo Kern Pharma      | + 0 s           |
| 8.º | Jules Hesters         | Team Flanders-Baloise   | + 0 s           |
| 9.º | Mihajlo Stolic        | Team United Shipping    | + 0 s           |
| 10.º | Matteo Malucelli      | XDS Astana Team         | + 0 s           |

| \| Clasificación general \| Clasificación general \| Clasificación general \| Clasificación general \| Clasificación general \| \| Ciclista \| Ciclista \| Equipo \| Tiempo \| \| \| --------------------- \| ---------------------- \| -------------------------------- \| --------------------- \| --------------------- \| \| 1.º \| Danny van Poppel \| Red Bull-Bora-Hansgrohe \| 8 h 53 min 44 s \| \| \| 2.º \| János Pelikán \| Team United Shipping \| + 8 s \| \| \| 3.º \| Dylan Groenewegen \| Team Jayco AlUla \| + 10 s \| \| \| 4.º \| Tim Torn Teutenberg \| Lidl-Trek \| + 10 s \| \| \| 5.º \| Michaël Vanthourenhout \| Pauwels Sauzen-Cibel Clementines \| + 16 s \| \| \| 6.º \| Luca Cretti \| MBH Bank Ballan CSB \| + 16 s \| \| \| 7.º \| Balázs Rózsa \| Epronex-Hungary Cycling Team \| + 18 s \| \| \| 8.º \| Matteo Ambrosini \| MBH Bank Ballan CSB \| + 19 s \| \| \| 9.º \| Siebe Deweirdt \| Team Flanders-Baloise \| + 19 s \| \| \| 10.º \| Marc Brustenga \| Equipo Kern Pharma \| + 20 s \| \| |                        |                                  |                 |
| |                        |                                  |                 |
| |                        |                                  |                 |
| Clasificación general |                        |                                  |                 |
| Ciclista | Ciclista               | Equipo                           | Tiempo          |
| 1.º | Danny van Poppel       | Red Bull-Bora-Hansgrohe          | 8 h 53 min 44 s |
| 2.º | János Pelikán          | Team United Shipping             | + 8 s           |
| 3.º | Dylan Groenewegen      | Team Jayco AlUla                 | + 10 s          |
| 4.º | Tim Torn Teutenberg    | Lidl-Trek                        | + 10 s          |
| 5.º | Michaël Vanthourenhout | Pauwels Sauzen-Cibel Clementines | + 16 s          |
| 6.º | Luca Cretti            | MBH Bank Ballan CSB              | + 16 s          |
| 7.º | Balázs Rózsa           | Epronex-Hungary Cycling Team     | + 18 s          |
| 8.º | Matteo Ambrosini       | MBH Bank Ballan CSB              | + 19 s          |
| 9.º | Siebe Deweirdt         | Team Flanders-Baloise            | + 19 s          |
| 10.º | Marc Brustenga         | Equipo Kern Pharma               | + 20 s          |

### 3.ª etapa
| Gödöllő - Kékestető | etapa de montaña | (163 km) |

| \| Clasificación de la etapa \| Clasificación de la etapa \| Clasificación de la etapa \| Clasificación de la etapa \| Clasificación de la etapa \| \| Ciclista \| Ciclista \| Equipo \| Tiempo \| \| \| ------------------------- \| ------------------------- \| ----------------------------- \| ------------------------- \| ------------------------- \| \| 1.º \| Harold Martín López \| XDS Astana Team \| 3 h 54 min 13 s \| \| \| 2.º \| Alessandro Covi \| UAE Team Emirates XRG \| + 7 s \| \| \| 3.º \| Albert Philipsen \| Lidl-Trek \| + 7 s \| \| \| 4.º \| Pavel Novák \| MBH Bank Ballan CSB \| + 7 s \| \| \| 5.º \| Jan Castellon \| Caja Rural-Seguros RGA \| + 7 s \| \| \| 6.º \| Alexander Hajek \| Red Bull-Bora-Hansgrohe \| + 7 s \| \| \| 7.º \| Bálint Feldhoffer \| Team United Shipping \| + 12 s \| \| \| 8.º \| Odd Christian Eiking \| Unibet Tietema Rockets \| + 12 s \| \| \| 9.º \| Harm Vanhoucke \| Q36.5 Pro Cycling Team \| + 15 s \| \| \| 10.º \| Alex Tolio \| VF Group-Bardiani CSF-Faizanè \| + 15 s \| \| |                      |                               |                 |
| |                      |                               |                 |
| |                      |                               |                 |
| Clasificación de la etapa |                      |                               |                 |
| Ciclista | Ciclista             | Equipo                        | Tiempo          |
| 1.º | Harold Martín López  | XDS Astana Team               | 3 h 54 min 13 s |
| 2.º | Alessandro Covi      | UAE Team Emirates XRG         | + 7 s           |
| 3.º | Albert Philipsen     | Lidl-Trek                     | + 7 s           |
| 4.º | Pavel Novák          | MBH Bank Ballan CSB           | + 7 s           |
| 5.º | Jan Castellon        | Caja Rural-Seguros RGA        | + 7 s           |
| 6.º | Alexander Hajek      | Red Bull-Bora-Hansgrohe       | + 7 s           |
| 7.º | Bálint Feldhoffer    | Team United Shipping          | + 12 s          |
| 8.º | Odd Christian Eiking | Unibet Tietema Rockets        | + 12 s          |
| 9.º | Harm Vanhoucke       | Q36.5 Pro Cycling Team        | + 15 s          |
| 10.º | Alex Tolio           | VF Group-Bardiani CSF-Faizanè | + 15 s          |

| \| Clasificación general \| Clasificación general \| Clasificación general \| Clasificación general \| Clasificación general \| \| Ciclista \| Ciclista \| Equipo \| Tiempo \| \| \| --------------------- \| --------------------- \| ----------------------------- \| --------------------- \| --------------------- \| \| 1.º \| Harold Martín López \| XDS Astana Team \| 12 h 48 min 07 s \| \| \| 2.º \| Alessandro Covi \| UAE Team Emirates XRG \| + 11 s \| \| \| 3.º \| Albert Philipsen \| Lidl-Trek \| + 13 s \| \| \| 4.º \| Alexander Hajek \| Red Bull-Bora-Hansgrohe \| + 17 s \| \| \| 5.º \| Pavel Novák \| MBH Bank Ballan CSB \| + 17 s \| \| \| 6.º \| Jan Castellon \| Caja Rural-Seguros RGA \| + 17 s \| \| \| 7.º \| Bálint Feldhoffer \| Team United Shipping \| + 22 s \| \| \| 8.º \| Odd Christian Eiking \| Unibet Tietema Rockets \| + 22 s \| \| \| 9.º \| Harm Vanhoucke \| Q36.5 Pro Cycling Team \| + 25 s \| \| \| 10.º \| Alex Tolio \| VF Group-Bardiani CSF-Faizanè \| + 25 s \| \| |                      |                               |                  |
| |                      |                               |                  |
| |                      |                               |                  |
| Clasificación general |                      |                               |                  |
| Ciclista | Ciclista             | Equipo                        | Tiempo           |
| 1.º | Harold Martín López  | XDS Astana Team               | 12 h 48 min 07 s |
| 2.º | Alessandro Covi      | UAE Team Emirates XRG         | + 11 s           |
| 3.º | Albert Philipsen     | Lidl-Trek                     | + 13 s           |
| 4.º | Alexander Hajek      | Red Bull-Bora-Hansgrohe       | + 17 s           |
| 5.º | Pavel Novák          | MBH Bank Ballan CSB           | + 17 s           |
| 6.º | Jan Castellon        | Caja Rural-Seguros RGA        | + 17 s           |
| 7.º | Bálint Feldhoffer    | Team United Shipping          | + 22 s           |
| 8.º | Odd Christian Eiking | Unibet Tietema Rockets        | + 22 s           |
| 9.º | Harm Vanhoucke       | Q36.5 Pro Cycling Team        | + 25 s           |
| 10.º | Alex Tolio           | VF Group-Bardiani CSF-Faizanè | + 25 s           |

### 4.ª etapa
| Gödöllő - Kékestető | etapa de montaña | (163 km) |

| \| Clasificación de la etapa \| Clasificación de la etapa \| Clasificación de la etapa \| Clasificación de la etapa \| Clasificación de la etapa \| \| Ciclista \| Ciclista \| Equipo \| Tiempo \| \| \| ------------------------- \| ------------------------- \| ----------------------------- \| ------------------------- \| ------------------------- \| \| 1.º \| Harold Martín López \| XDS Astana Team \| 3 h 54 min 13 s \| \| \| 2.º \| Alessandro Covi \| UAE Team Emirates XRG \| + 7 s \| \| \| 3.º \| Albert Philipsen \| Lidl-Trek \| + 7 s \| \| \| 4.º \| Pavel Novák \| MBH Bank Ballan CSB \| + 7 s \| \| \| 5.º \| Jan Castellon \| Caja Rural-Seguros RGA \| + 7 s \| \| \| 6.º \| Alexander Hajek \| Red Bull-Bora-Hansgrohe \| + 7 s \| \| \| 7.º \| Bálint Feldhoffer \| Team United Shipping \| + 12 s \| \| \| 8.º \| Odd Christian Eiking \| Unibet Tietema Rockets \| + 12 s \| \| \| 9.º \| Harm Vanhoucke \| Q36.5 Pro Cycling Team \| + 15 s \| \| \| 10.º \| Alex Tolio \| VF Group-Bardiani CSF-Faizanè \| + 15 s \| \| |                      |                               |                 |
| |                      |                               |                 |
| |                      |                               |                 |
| Clasificación de la etapa |                      |                               |                 |
| Ciclista | Ciclista             | Equipo                        | Tiempo          |
| 1.º | Harold Martín López  | XDS Astana Team               | 3 h 54 min 13 s |
| 2.º | Alessandro Covi      | UAE Team Emirates XRG         | + 7 s           |
| 3.º | Albert Philipsen     | Lidl-Trek                     | + 7 s           |
| 4.º | Pavel Novák          | MBH Bank Ballan CSB           | + 7 s           |
| 5.º | Jan Castellon        | Caja Rural-Seguros RGA        | + 7 s           |
| 6.º | Alexander Hajek      | Red Bull-Bora-Hansgrohe       | + 7 s           |
| 7.º | Bálint Feldhoffer    | Team United Shipping          | + 12 s          |
| 8.º | Odd Christian Eiking | Unibet Tietema Rockets        | + 12 s          |
| 9.º | Harm Vanhoucke       | Q36.5 Pro Cycling Team        | + 15 s          |
| 10.º | Alex Tolio           | VF Group-Bardiani CSF-Faizanè | + 15 s          |

| \| Clasificación general \| Clasificación general \| Clasificación general \| Clasificación general \| Clasificación general \| \| Ciclista \| Ciclista \| Equipo \| Tiempo \| \| \| --------------------- \| --------------------- \| ----------------------------- \| --------------------- \| --------------------- \| \| 1.º \| Harold Martín López \| XDS Astana Team \| 12 h 48 min 07 s \| \| \| 2.º \| Alessandro Covi \| UAE Team Emirates XRG \| + 11 s \| \| \| 3.º \| Albert Philipsen \| Lidl-Trek \| + 13 s \| \| \| 4.º \| Alexander Hajek \| Red Bull-Bora-Hansgrohe \| + 17 s \| \| \| 5.º \| Pavel Novák \| MBH Bank Ballan CSB \| + 17 s \| \| \| 6.º \| Jan Castellon \| Caja Rural-Seguros RGA \| + 17 s \| \| \| 7.º \| Bálint Feldhoffer \| Team United Shipping \| + 22 s \| \| \| 8.º \| Odd Christian Eiking \| Unibet Tietema Rockets \| + 22 s \| \| \| 9.º \| Harm Vanhoucke \| Q36.5 Pro Cycling Team \| + 25 s \| \| \| 10.º \| Alex Tolio \| VF Group-Bardiani CSF-Faizanè \| + 25 s \| \| |                      |                               |                  |
| |                      |                               |                  |
| |                      |                               |                  |
| Clasificación general |                      |                               |                  |
| Ciclista | Ciclista             | Equipo                        | Tiempo           |
| 1.º | Harold Martín López  | XDS Astana Team               | 12 h 48 min 07 s |
| 2.º | Alessandro Covi      | UAE Team Emirates XRG         | + 11 s           |
| 3.º | Albert Philipsen     | Lidl-Trek                     | + 13 s           |
| 4.º | Alexander Hajek      | Red Bull-Bora-Hansgrohe       | + 17 s           |
| 5.º | Pavel Novák          | MBH Bank Ballan CSB           | + 17 s           |
| 6.º | Jan Castellon        | Caja Rural-Seguros RGA        | + 17 s           |
| 7.º | Bálint Feldhoffer    | Team United Shipping          | + 22 s           |
| 8.º | Odd Christian Eiking | Unibet Tietema Rockets        | + 22 s           |
| 9.º | Harm Vanhoucke       | Q36.5 Pro Cycling Team        | + 25 s           |
| 10.º | Alex Tolio           | VF Group-Bardiani CSF-Faizanè | + 25 s           |

### 5.ª etapa
| Etyek - Esztergom | etapa de media montaña | (170 km) |

| \| Clasificación de la etapa \| Clasificación de la etapa \| Clasificación de la etapa \| Clasificación de la etapa \| Clasificación de la etapa \| \| Ciclista \| Ciclista \| Equipo \| Tiempo \| \| \| ------------------------- \| ------------------------- \| ------------------------- \| ------------------------- \| ------------------------- \| \| 1.º \| Juan Sebastián Molano \| UAE Team Emirates XRG \| 3 h 54 min 02 s \| \| \| 2.º \| Danny van Poppel \| Red Bull-Bora-Hansgrohe \| + 0 s \| \| \| 3.º \| Tim Torn Teutenberg \| Lidl-Trek \| + 0 s \| \| \| 4.º \| Ivo Oliveira \| UAE Team Emirates XRG \| + 0 s \| \| \| 5.º \| Matyáš Kopecký \| Team Novo Nordisk \| + 0 s \| \| \| 6.º \| David González López \| Q36.5 Pro Cycling Team \| + 5 s \| \| \| 7.º \| Jules Hesters \| Team Flanders-Baloise \| + 5 s \| \| \| 8.º \| Lindsay De Vylder \| Team Flanders-Baloise \| + 5 s \| \| \| 9.º \| Joel Nicolau \| Caja Rural-Seguros RGA \| + 5 s \| \| \| 10.º \| Alessandro Covi \| UAE Team Emirates XRG \| + 5 s \| \| |                       |                         |                 |
| |                       |                         |                 |
| |                       |                         |                 |
| Clasificación de la etapa |                       |                         |                 |
| Ciclista | Ciclista              | Equipo                  | Tiempo          |
| 1.º | Juan Sebastián Molano | UAE Team Emirates XRG   | 3 h 54 min 02 s |
| 2.º | Danny van Poppel      | Red Bull-Bora-Hansgrohe | + 0 s           |
| 3.º | Tim Torn Teutenberg   | Lidl-Trek               | + 0 s           |
| 4.º | Ivo Oliveira          | UAE Team Emirates XRG   | + 0 s           |
| 5.º | Matyáš Kopecký        | Team Novo Nordisk       | + 0 s           |
| 6.º | David González López  | Q36.5 Pro Cycling Team  | + 5 s           |
| 7.º | Jules Hesters         | Team Flanders-Baloise   | + 5 s           |
| 8.º | Lindsay De Vylder     | Team Flanders-Baloise   | + 5 s           |
| 9.º | Joel Nicolau          | Caja Rural-Seguros RGA  | + 5 s           |
| 10.º | Alessandro Covi       | UAE Team Emirates XRG   | + 5 s           |

## Clasificaciones finales
- Las clasificaciones finalizaron de la siguiente forma:[4]

### Clasificación general
| \| Clasificación general \| Clasificación general \| Clasificación general \| Clasificación general \| Clasificación general \| \| Ciclista \| Ciclista \| Equipo \| Tiempo \| \| \| --------------------- \| --------------------- \| ----------------------- \| --------------------- \| --------------------- \| \| 1.º \| Harold Martín López \| XDS Astana Team \| 19 h 56 min 53 s \| \| \| 2.º \| Alessandro Covi \| UAE Team Emirates XRG \| + 7 s \| \| \| 3.º \| Albert Philipsen \| Lidl-Trek \| + 10 s \| \| \| 4.º \| Alexander Hajek \| Red Bull-Bora-Hansgrohe \| + 16 s \| \| \| 5.º \| Jan Castellon \| Caja Rural-Seguros RGA \| + 26 s \| \| \| 6.º \| Pavel Novák \| MBH Bank Ballan CSB \| + 26 s \| \| \| 7.º \| Bálint Feldhoffer \| Team United Shipping \| + 27 s \| \| \| 8.º \| Ludovico Crescioli \| Team Polti VisitMalta \| + 30 s \| \| \| 9.º \| Odd Christian Eiking \| Unibet Tietema Rockets \| + 31 s \| \| \| 10.º \| Urko Berrade \| Equipo Kern Pharma \| + 33 s \| \| |                      |                         |                  |
| |                      |                         |                  |
| Fuente: ProCyclingStats |                      |                         |                  |
| Clasificación general |                      |                         |                  |
| Ciclista | Ciclista             | Equipo                  | Tiempo           |
| 1.º | Harold Martín López  | XDS Astana Team         | 19 h 56 min 53 s |
| 2.º | Alessandro Covi      | UAE Team Emirates XRG   | + 7 s            |
| 3.º | Albert Philipsen     | Lidl-Trek               | + 10 s           |
| 4.º | Alexander Hajek      | Red Bull-Bora-Hansgrohe | + 16 s           |
| 5.º | Jan Castellon        | Caja Rural-Seguros RGA  | + 26 s           |
| 6.º | Pavel Novák          | MBH Bank Ballan CSB     | + 26 s           |
| 7.º | Bálint Feldhoffer    | Team United Shipping    | + 27 s           |
| 8.º | Ludovico Crescioli   | Team Polti VisitMalta   | + 30 s           |
| 9.º | Odd Christian Eiking | Unibet Tietema Rockets  | + 31 s           |
| 10.º | Urko Berrade         | Equipo Kern Pharma      | + 33 s           |

### Clasificación de la montaña
| Clasificación de la montaña | Clasificación de la montaña | Clasificación de la montaña  | Clasificación de la montaña | Clasificación de la montaña |
| Ciclista                    | Ciclista                    | Equipo                       | Puntos                      |                             |
| --------------------------- | --------------------------- | ---------------------------- | --------------------------- | --------------------------- |
| 1.º                         | Siebe Deweirdt              | Team Flanders-Baloise        | 55 pts                      |                             |
| 2.º                         | Harold Martín López         | XDS Astana Team              | 15 pts                      |                             |
| 3.º                         | Owen Geleijn                | Unibet Tietema Rockets       | 13 pts                      |                             |
| 4.º                         | Zétény Szijártó             | Team United Shipping         | 12 pts                      |                             |
| 5.º                         | Gabriele Raccagni           | Team Polti VisitMalta        | 10 pts                      |                             |
| 6.º                         | Alessandro Covi             | UAE Team Emirates XRG        | 10 pts                      |                             |
| 7.º                         | Albert Philipsen            | Lidl-Trek                    | 8 pts                       |                             |
| 8.º                         | Balázs Rózsa                | Epronex-Hungary Cycling Team | 7 pts                       |                             |
| 9.º                         | Michal Schuran              | Team United Shipping         | 7 pts                       |                             |
| 10.º                        | Pavel Novák                 | MBH Bank Ballan CSB          | 6 pts                       |                             |

### Clasificación por puntos
| Clasificación por puntos | Clasificación por puntos | Clasificación por puntos | Clasificación por puntos | Clasificación por puntos |
| Ciclista                 | Ciclista                 | Equipo                   | Puntos                   |                          |
| ------------------------ | ------------------------ | ------------------------ | ------------------------ | ------------------------ |
| 1.º                      | Danny van Poppel         | Red Bull-Bora-Hansgrohe  | 73 pts                   |                          |
| 2.º                      | Tim Torn Teutenberg      | Lidl-Trek                | 61 pts                   |                          |
| 3.º                      | Dylan Groenewegen        | Team Jayco AlUla         | 50 pts                   |                          |
| 4.º                      | Juan Sebastián Molano    | UAE Team Emirates XRG    | 30 pts                   |                          |
| 5.º                      | Matyáš Kopecký           | Team Novo Nordisk        | 26 pts                   |                          |
| 6.º                      | Marc Brustenga           | Equipo Kern Pharma       | 24 pts                   |                          |
| 7.º                      | Alessandro Covi          | UAE Team Emirates XRG    | 23 pts                   |                          |
| 8.º                      | Jules Hesters            | Team Flanders-Baloise    | 22 pts                   |                          |
| 9.º                      | Harold Martín López      | XDS Astana Team          | 20 pts                   |                          |
| 10.º                     | János Pelikán            | Team United Shipping     | 20 pts                   |                          |

### Clasificación por equipos
| Clasificación por equipos | Clasificación por equipos        | Clasificación por equipos | Clasificación por equipos |
| Equipo                    | Equipo                           | Tiempo                    |                           |
| ------------------------- | -------------------------------- | ------------------------- | ------------------------- |
| 1.º                       | Unibet Tietema Rockets           | 59 h 52 min 45 s          |                           |
| 2.º                       | Caja Rural-Seguros RGA           | + 20 s                    |                           |
| 3.º                       | Q36.5 Pro Cycling Team           | + 26 s                    |                           |
| 4.º                       | Team Polti VisitMalta            | + 29 s                    |                           |
| 5.º                       | Euskaltel-Euskadi                | + 45 s                    |                           |
| 6.º                       | Equipo Kern Pharma               | + 45 s                    |                           |
| 7.º                       | MBH Bank Ballan CSB              | + 56 s                    |                           |
| 8.º                       | Pauwels Sauzen-Cibel Clementines | + 2 min 44 s              |                           |
| 9.º                       | Lidl-Trek                        | + 5 min 08 s              |                           |
| 10.º                      | Team United Shipping             | + 5 min 52 s              |                           |

## Evolución de las clasificaciones
| Etapa                   |                         | Ganador _             | Clasificación general | Puntos           | Montaña        | Equipo _               | Mejor nacional    |
| ----------------------- | ----------------------- | --------------------- | --------------------- | ---------------- | -------------- | ---------------------- | ----------------- |
| 1.ª etapa               | etapa llana             | Danny van Poppel      | Danny van Poppel      | Danny van Poppel | Siebe Deweirdt | Lidl-Trek              | János Pelikán     |
| 2.ª etapa               | etapa escarpada         | Danny van Poppel      | Danny van Poppel      | Danny van Poppel | Siebe Deweirdt | Lidl-Trek              | János Pelikán     |
| 3.ª etapa               | etapa de montaña        | Harold Martín López   | Harold Martín López   | Danny van Poppel | Siebe Deweirdt | Unibet Tietema Rockets | Bálint Feldhoffer |
| 4.ª etapa               | etapa llana             | Dylan Groenewegen     | Harold Martín López   | Danny van Poppel | Siebe Deweirdt | Unibet Tietema Rockets | Bálint Feldhoffer |
| 5.ª etapa               | etapa de media montaña  | Juan Sebastián Molano | Harold Martín López   | Danny van Poppel | Siebe Deweirdt | Unibet Tietema Rockets | Bálint Feldhoffer |
| Clasificaciones finales | Clasificaciones finales |                       | Harold Martín López   | Danny van Poppel | Siebe Deweirdt | Unibet Tietema Rockets | Bálint Feldhoffer |

## UCI World Ranking
El Tour de Hungría otorgó puntos para el UCI World Ranking para corredores de los equipos en las categorías UCI WorldTeam, UCI ProTeam y Continental. Las siguientes tablas son el baremo de puntuación y los diez corredores que obtuvieron más puntos:
| Posición              | 1.º | 2.º | 3.º | 4.º | 5.º | 6.º | 7.º | 8.º | 9.º | 10.º | 11.º | 12.º | 13.º | 14.º | 15.º | 16.º-30.º | 31.º-40.º |
| Clasificación general | 200 | 150 | 125 | 100 | 85  | 70  | 60  | 50  | 40  | 35   | 30   | 25   | 20   | 15   | 10   | 5         | 3         |
| Por etapa             | 20  | 15  | 10  | 5   | 3   |     |     |     |     |      |      |      |      |      |      |           |           |
| Líder                 | 5   |     |     |     |     |     |     |     |     |      |      |      |      |      |      |           |           |

| Clasificación |                     |                         |         |       |       |       |
| Posición      | Ciclista            | Equipo                  | General | Etapa | Líder | Total |
| ------------- | ------------------- | ----------------------- | ------- | ----- | ----- | ----- |
| 1.º           | Harold Martín López | XDS Astana              | 200     | 20    | 10    | 230   |
| 2.º           | Alessandro Covi     | UAE Emirates XRG        | 150     | 15    | -     | 165   |
| 3.º           | Albert Philipsen    | Lidl-Trek               | 125     | 10    | -     | 135   |
| 4.º           | Alexander Hajek     | Red Bull-BORA-hansgrohe | 100     | -     | -     | 100   |
| 5.º           | Jan Castellon       | Caja Rural-Seguros RGA  | 85      | 3     | -     | 88    |
| 6.º           | Danny van Poppel    | Red Bull-BORA-hansgrohe | -       | 70    | 10    | 80    |
| 7.º           | Pavel Novák         | MBH Bank Ballan CSB     | 70      | 5     | -     | 75    |
| 8.º           | Bálint Feldhoffer   | United Shipping         | 60      | -     | -     | 60    |
| 9.º           | Ludovico Crescioli  | Polti VisitMalta        | 50      | -     | -     | 50    |
| 10.º          | Dylan Groenewegen   | Jayco AlUla             | -       | 45    | -     | 45    |